# Distrito electoral 36 (condado de Monroe, Illinois)
El distrito electoral de 36 (en inglés: Precinct 36) es un distrito electoral ubicado en el condado de Monroe en el estado estadounidense de Illinois. En el Censo de 2010 tenía una población de 764 habitantes y una densidad poblacional de 752,51 personas por km².

## Geografía
Según la Oficina del Censo de los Estados Unidos,  tiene una superficie total de 1.02 km², de la cual 0.99 km² corresponden a tierra firme y (2.81%) 0.03 km² es agua.

## Demografía
Según el censo de 2010, había 764 personas residiendo en el distrito electoral de 36. La densidad de población era de 752,51 hab./km². De los 764 habitantes, el distrito electoral de 36 estaba compuesto por el 98.43% blancos, el 0% eran afroamericanos, el 0% eran amerindios, el 0.39% eran asiáticos, el 0% eran isleños del Pacífico, el 0.52% eran de otras razas y el 0.65% pertenecían a dos o más razas. Del total de la población el 2.09% eran hispanos o latinos de cualquier raza.